# La Raia

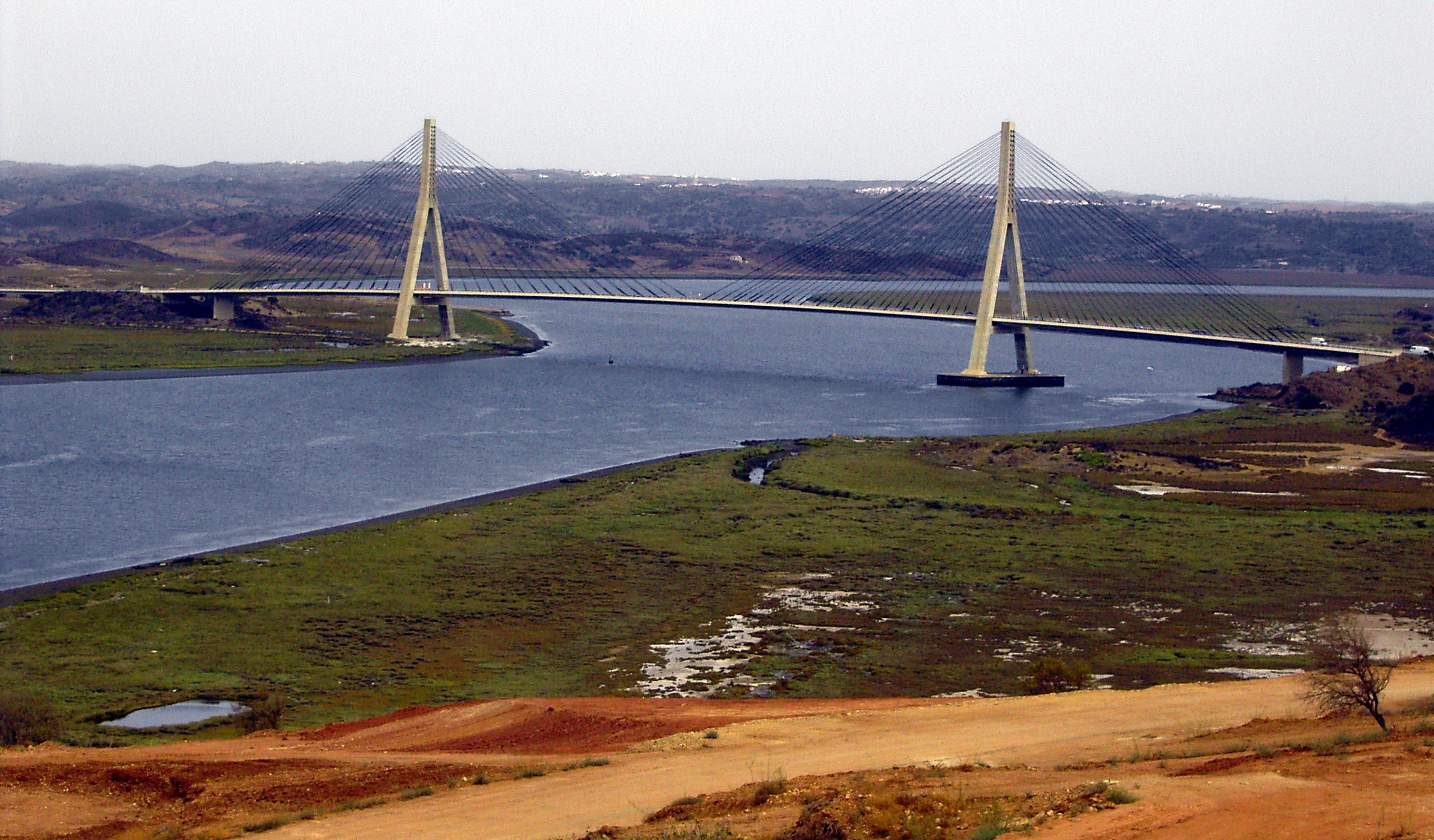
Pont internacional del Guadiana (Castro Marim-Ayamonte.

La Raia (ratlla), A Raia, en gallec-portuguès i La Raya en castellà, és el nom que rep normalment la frontera entre Portugal i Espanya que s'estén del curs baix del Miño, al nord, fins a la desembocadura del riu Guadiana, al sud, al llarg de més de 1200 km. Marcada tant per cursos d'aigua (raia húmida), o amollonada en terra per punts fronterers (raia seca).
Però en un concepte língüístic, La Raia també es refereix a l'espai geogràfic proper a aquesta frontera, on les poblacions portugueses i espanyoles, separades moltes per una frontera política artificial, comparteixen d'alguna manera elements històrics, lingüístics, culturals i econòmics.

## Història
La història de La Raia comença en l'època de la Reconquesta de l'occident de la península Ibèrica, quan Portugal naix com a regne independent en 1143, després del Tractat de Zamora, independitzant-se del regne de Lleó.
Els dos reialmes s'aniran expandint durant els anys següents cap al sud, en un principi sense cap establiment clar dels límits fronterers entre les conquestes que corresponien a cada regne.
En 1267 Alfons X de Castella i Alfons III de Portugal signen el Tractat de Badajoz (1267) amb el que delimiten la frontera entre els dos regnes.
L'últim canvi en la configuració de la frontera entre els dos països fou després de la Guerra de les Taronges, en el que pel Tractat de Badajoz (1801), Espanya ocupa el territori portuguès d'Olivença. La situació especial del Couto Misto (antic territori fronterer que afectava a un parell de municipis del sud de la província d'Ourense, en el qual cada veí triava lliurement la nacionalitat espanyola o portuguesa, encara que el territori no estava lligat a cap de les dues corones) es va resoldre mitjançant el Tractat de Lisboa (1864), signat el 29 de setembre de 1864.
Amb el Tractat de Lisboa es van fixar definitivament, en part, les fronteres actualment vigents entre Portugal i Espanya, des de la desembocadura del riu Caya en el riu Guadiana (els marcs fronterers des d'ací fins a la desembocadura del Guadiana quedaren per determinar en aquest primer tractat de límits, ja que Portugal no reconeix la sobirania espanyola sobre Olivença; de la resta, el tram entre la desembocadura del riu Cuncos en el Guadiana fins a la seua desembocadura es demarcà mitjançant un nou Tractat de Límits, en 1926, deixant per delimitar l'àrea fronterera als voltants d'Olivença).

## La Raia lusòfona
De la frontera amb Galícia, fins al cor de l'Extremadura espanyola són diversos els municipis raians de la banda espanyola que tenen històricament com a llengua pròpia el portuguès.
Per norma general són pobles menuts amb un fort retrocés demogràfic, relativament castellanitzats i secularment oblidats. De nord a sud són: 
- Hermisende (Ermesende, en portuguès) a la comarca de la Sanàbria (Zamora).els pobles lusòfons de la Raia.

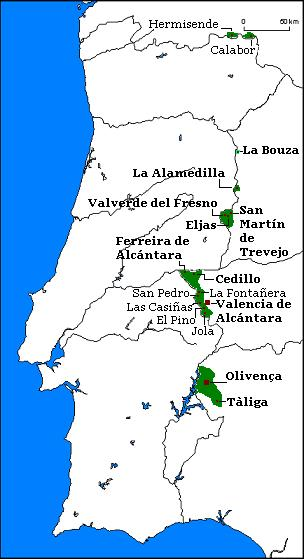
els pobles lusòfons de la Raia.

- Calabor, pedania del Municipi de Pedralba de la Pradería a la comarca de la Sanàbria (Zamora).
- La Alamedilla (Almedilha) a la província de Salamanca, en La Bouza (Bouça), s'extingí a principis del segle xx.
- Vall de Xàlima, (on el portuguès fortament dialectalitzat que allí s'hi parla s'anomena fala de Xàlima), parlat en els municipis de San Martín de Trevejo (Sã Martim de Trevelho), Eljas (Elhas) i Valverde del Fresno (Valverde do Fresno), al nord-oest d'Extremadura i coneguts també com a Os Três Lugares.
- Herrera de Alcántara (Ferreira de Alcântara, on el portuguès que allí s'hi parla és dit firrenho), en la comarca d'Alcàntara.
- Cedillo (Casalinho), en la comarca d'Alcàntara.
- Valencia de Alcántara, el portuguès es parla/parlava en diversos llogarets de la campinha de Valencia de Alcántara; Las Casiñas (As Casinhas), Jola, el Pino (Pinho), la Fontañera (Fontanheira), San Pedro (São Pedro)...
- La Codosera (Codoseira), en la comarca d'Alcàntara.
- Olivença i en els seus llogarets (pedanías i aldeas), San Francisco (São Francisco), San Rafael (São Rafael, Villarreal (Vila Real), Santo Domingo de Guzmán (São Domingos de Gusmão), San Benito de la Contienda (São Bento da Contenda), San Jorge de Lor (São Jorge da Lor).
- Táliga (Tálega).

Cap d'aquestes situacions està protegida pel govern espanyol, ni pels governs regionals de Castella i Lleó i Extremadura, ni té cap suport del govern portuguès. L'ús del portuguès, moltes vegades dialectal i quasi moribund, però històricament parlat pels seus habitants, és a poc a poc reemplaçat pel castellà en una societat profundament diglòssica que fuig el conflicte identitari abandonant la seua parla portuguesa.